# Psychologie urbaine
Vous pouvez aider à l'améliorer ou bien discuter des problèmes sur sa page de discussion.
- Il ne cite pas suffisamment ses sources. Vous pouvez indiquer les passages à sourcer avec {{référence nécessaire}} ou {{Référence souhaitée}}, et inclure les références utiles en les liant aux notes de bas de page. (Marqué depuis octobre 2022)
- Son texte doit être wikifié : il ne correspond pas à la mise en forme Wikipédia (style, typographie, liens internes, liens entre les wikis, etc.). (Marqué depuis octobre 2022)
- Il doit être recyclé. La réorganisation et la clarification du contenu sont nécessaires. (Marqué depuis février 2023)

- Archive Wikiwix
- Bing
- Cairn
- DuckDuckGo
- E. Universalis
- Gallica
- Google
- G. Books
- G. News
- G. Scholar
- Persée
- Qwant
- (zh) Baidu
- (ru) Yandex
- (wd) trouver des œuvres sur Wikidata

La psychologie urbaine est une science qui porte sur la relation entre l’homme et son environnement urbain. La psychologie urbaine étudie l'homme en interaction avec son cadre de vie via le questionnement de ses pratiques, attentes, ressources, ainsi que des facteurs qui influencent sa qualité de vie urbaine. La psychologie urbaine interroge les perceptions, les impacts, les interactions de l’homme avec son cadre de vie en vue de favoriser l’élaboration de projets urbains plus adaptés.
Elle pense les découvertes scientifiques issues de la psychologie environnementale, du travail et des organisations, mais aussi de la psychologie sociale et clinique, sous l’angle de la requalification des lieux de vie et propose un accompagnement humain lors de projets urbains.

## Actualité
Depuis toujours l’Homme s’est adapté à son environnement, c’est une question de survie. Pour ce faire, il va vivre, pratiquer, utiliser son environnement jusqu’à le façonner, le contrôler pour mieux le maitriser. Aujourd’hui, dans nos sociétés contemporaines, on ne parle plus tant de survie que de qualité de vie, de stress, de bien-être et même de santé mentale. Des notions centrales issues du domaine de la psychologie et omniprésentes dans la pratique des psychologues urbains.
A l’heure où la population mondiale explose, la question des démographies au sein des villes interroge tout particulièrement.
Pour exemple, l’un des objectifs retenus pour lutter contre le dérèglement climatique par la loi du 22 août 2021 consiste à réduire de moitié le rythme d’artificialisation des sols d’ici 2030 (article 191). En 2050, c’est un objectif de « zéro artificialisation nette » qui est attendu (Zarka, 2021). Ne laissant guère d’autres choix que la densification des villes pour répondre aux besoins de la population. Mais alors, dans un souci écologique et de développement durable, comment préserver la qualité de vie des citadins tout en continuant de favoriser la croissance urbaine ?
Pour répondre à cette question, aller à la rencontre de ceux qui expérimentent ces transformations ne semble plus être une option lorsqu’on sait que la vie urbaine est positivement corrélée aux phénomènes de stress, d’anxiété, voire de dépression (Peen et al., 2010).
C’est ce constat qui a convaincu la psychologue Barbara Attia de s’engager dans l’élaboration de cette nouvelle discipline en réponse à un besoin réel : proposer d’intégrer, lors de l’élaboration de projets d’aménagement urbain, un accompagnement, une expertise complémentaire à celles des maîtres d’œuvre et des maîtres d’ouvrages. Pouvoir accompagner les femmes et les hommes confrontés à ces changements, parfois vécu comme de véritables bouleversements, pour que de nouvelles habitudes soient mises en place en matière de sollicitation, d’écoute et d’adaptation des citoyens confrontés aux mutations urbaines.
Au titre de facilitateur de projet, et toujours à juste distance des maîtres d’œuvres pour garantir une certaine vigilance à la non instrumentalisation, les psychologues urbains contribuent à l’identification des conditions d’adaptation et d’épanouissement des citoyens.
Au titre d’accompagnateur humain dans un projet de transformation urbaine, les psychologues urbains investissent « le domaine des relations affectives, de l’attachement, de l’interaction à un environnement ». L’objectif étant de s’imprégner des fondements essentiels à l’attachement d’un territoire par ses populations.
L’intervention de psychologues urbains sur le terrain par le biais d’un élu ou d’un promoteur n’est selon B. Attia qu’un « prétexte à la rencontre, à l’expression, au lien social, premier vecteur de satisfaction à l’égard du lieu de vie ».
Outre la croissance de la population, l’évolution des modes de cohabitation ou le vieillissement (qui représente à lui tout seul plus de la moitié des besoins) ont également des effets déterminants sur le besoin en logement. A titre d’exemple, et en poursuivant les tendances actuelles, l’Insee estime à 426 000 le nombre de nouveaux logements nécessaires à produire d’ici 2035 pour répondre aux futurs besoins de la population. Et ce, rien que dans les Hauts-de-France.
Ainsi, dans un monde où les citadins sont chaque jour plus nombreux, un enjeu fondamental dont l’UNESCO se porte garant se dessine : l’« humanisation » des villes contemporaines. Un enjeu qui s’articule autour de trois grands axes : « le droit à la ville, l’établissement de "formes participatives de gouvernance" et le développement d’une "solidarité active" » . D’après H. Bérubé et O. Chatelan, s’il est aussi important d’engager le « vivre ensemble » que l’art de bâtir, l’urbanisme n’est donc pas la seule discipline qui permettra de répondre aux défis de demain. On observe alors une dualité se former entre espace et société, entre ce qui est conçu et ce qui est vécu, avec des usagers qui s’approprient les espaces autant que ceux ayant le pouvoir d’instituer l’organisation de la ville se définissant comme un « point d’articulation privilégié entre un espace densifié, différencié et limité dans son étendue, et une population agrégée, hétéroclite, spécialisée ; elle est un lieu de confrontation entre de multiples acteurs de la vie sociale et une matérialité donnée, instituée, formalisée » .

## Fondements
La psychologie urbaine observe, écoute et questionne l’impact des différents facteurs de qualité de vie en milieu urbain sur la santé mentale.
Le livre de G. Moser sur la psychologie environnementale nous apprend que « la vie urbaine, parce qu’elle est fondamentalement différente des conditions de vie "naturelles", met notre système de défense constamment en alerte ». En effet, la notion de stress est omniprésente dans notre quotidien, et notamment dans tout ce qui nous entoure, dans notre environnement. Or, exposé à une situation stressante de manière récurrente, un individu risque de voir sa santé psychologique, voire physique, s’altérer. C’est pourquoi certains auteurs tels de G. Moser se sont intéressés aux conséquences de ce stress, dit urbain, sur les perceptions et les comportements des citadins.
Pour cela, il est nécessaire d’identifier dans un premier temps ce que G. Moser appelle les « conditions environnementales potentiellement stressantes ». Celles qui, de par leurs caractéristiques et la perception qu’en ont les individus, produisent des réactions psychologiques (négatives ou positives).
Avec l’aide des auteurs Appley et Trumbull cités dans son ouvrage, G. Moser a pu dresser une liste de ces conditions. On relèvera par exemple toutes les situations de nouveauté, d’intensité, de rapidité du changement, ou encore la soudaineté ou l’imprévisibilité de stimuli proches ou non du seuil de tolérance de l’individu. Aussi, les situations produisant ennui, fatigue, perceptions erronées ou des réponses conflictuelles sont propices à la production de réactions psychologiques potentiellement stressantes. À cela s’ajoutent les « stresseurs environnementaux » correspondant à des conditions environnementales tout autant physiques (bruit, chaleur, pollution atmosphériques) que sociales (densité urbaine).
Ces conditions, et bien d’autres facteurs pouvant avoir un impact sur la qualité de vie perçue des citoyens, sont aujourd’hui évalués par l’Observatoire Santé et Qualité de Vie Urbaine. Son principe : transposer aux habitants d’une zone urbaine les grilles d’analyse des risques psychosociaux utilisés en entreprise pour conseiller les municipalités sous l’angle de leur impact sur la “santé psychologique” de leurs riverains. Testé en 2022, il aboutira en 2023 à un Label « Cité Heureuse ».